# وان (اکلاهما)
وان(به انگلیسی: Wann) شهری در ایالت اکلاهما کشور ایالات متحده آمریکا است که جمعیت آن در سرشماری سال ۲۰۱۰ میلادی، ۱۲۵ نفر بوده‌است.